# Malhostice
Malhostice je malá vesnice, část obce Rtyně nad Bílinou v okrese Teplice. Nachází se asi 1,5 km na severovýchod od Rtyně nad Bílinou. V roce 2009 zde bylo evidováno 37 adres. V roce 2011 zde trvale žilo 57 obyvatel.
Malhostice je také název katastrálního území o rozloze 2,33 km².

## Název
Název vesnice je odvozen z osobního jména Malhost ve významu ves lidí Malhostových. V historických pramenech se název objevuje ve tvarech: de Malhostitz (1307), de Malhosticz (1363), in Malosticz (1397), w Malhosticze (1543/1544), Malhosticze (1619) a Malhostitz (1787).

## Historie
Nejstarší písemná zmínka pochází z roku 1307.

## Obyvatelstvo
|                                                                            | 1869 | 1880 | 1890 | 1900 | 1910 | 1921 | 1930 | 1950 | 1961 | 1970 | 1980 | 1991 | 2001 | 2011 |
| -------------------------------------------------------------------------- | ---- | ---- | ---- | ---- | ---- | ---- | ---- | ---- | ---- | ---- | ---- | ---- | ---- | ---- |
| Obyvatelé                                                                  | 196  | 238  | 236  | 266  | 284  | 303  | 247  | 120  | 108  | 93   | 56   | 46   | 61   | 57   |
| Domy                                                                       | 22   | 33   | 32   | 32   | 33   | 35   | 38   | 37   | .    | 23   | 18   | 20   | 25   | 28   |
| Počet domů z roku 1961 je zahrnut v domech místní části Rtyně nad Bílinou. |      |      |      |      |      |      |      |      |      |      |      |      |      |      |

## Pamětihodnosti
- Kaple svatého Jana a Pavla z roku 1817 stojí ve vesnici při průjezdní silnici, dnes je prázdná a zchátralá, zvon ve věžičce není, neboť byl před časem odcizen.
- Přírodní rezervace Malhostický rybník – ornitologická lokalita
- Malhostický mlýn z 18. století. Ruiny mlýna stojí při cestě kolem rybníka směrem na Rtyni nad Bílinou. Zachován je dnes již jen kamenný most přes řeku Bílinu, části zdiva a zasypané sklepy.

## Galerie

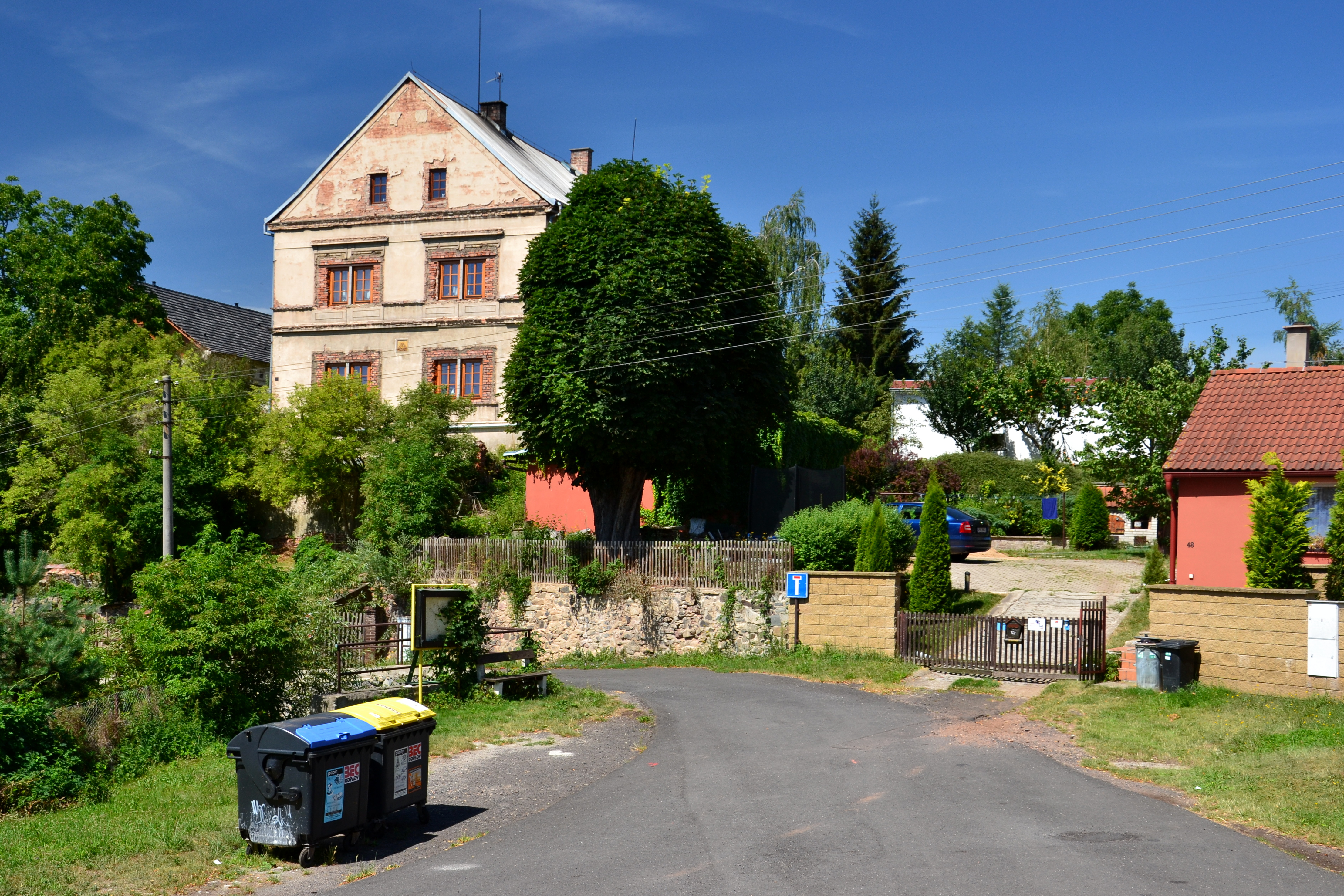
Náves
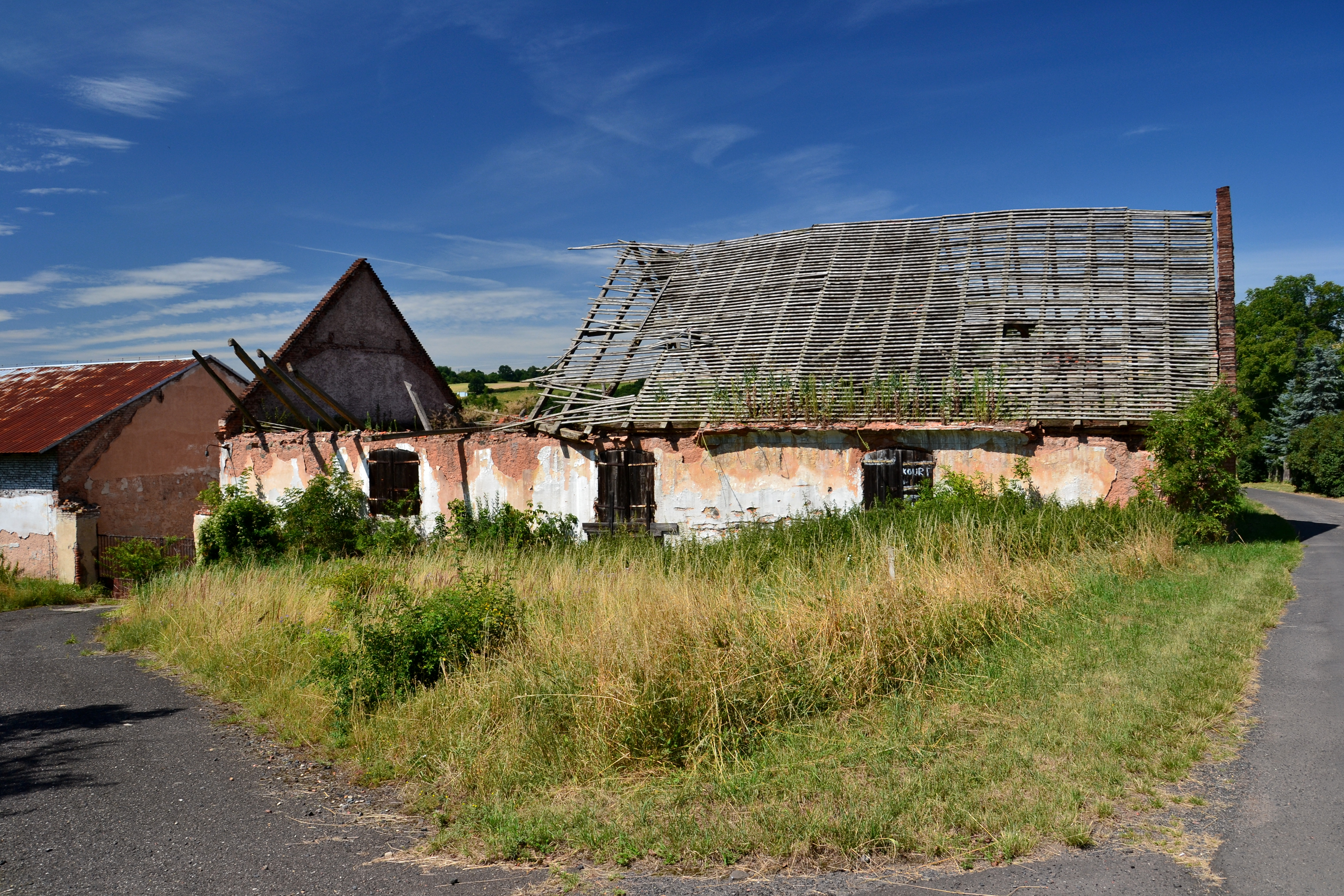
Průčelí zemědělského dvora
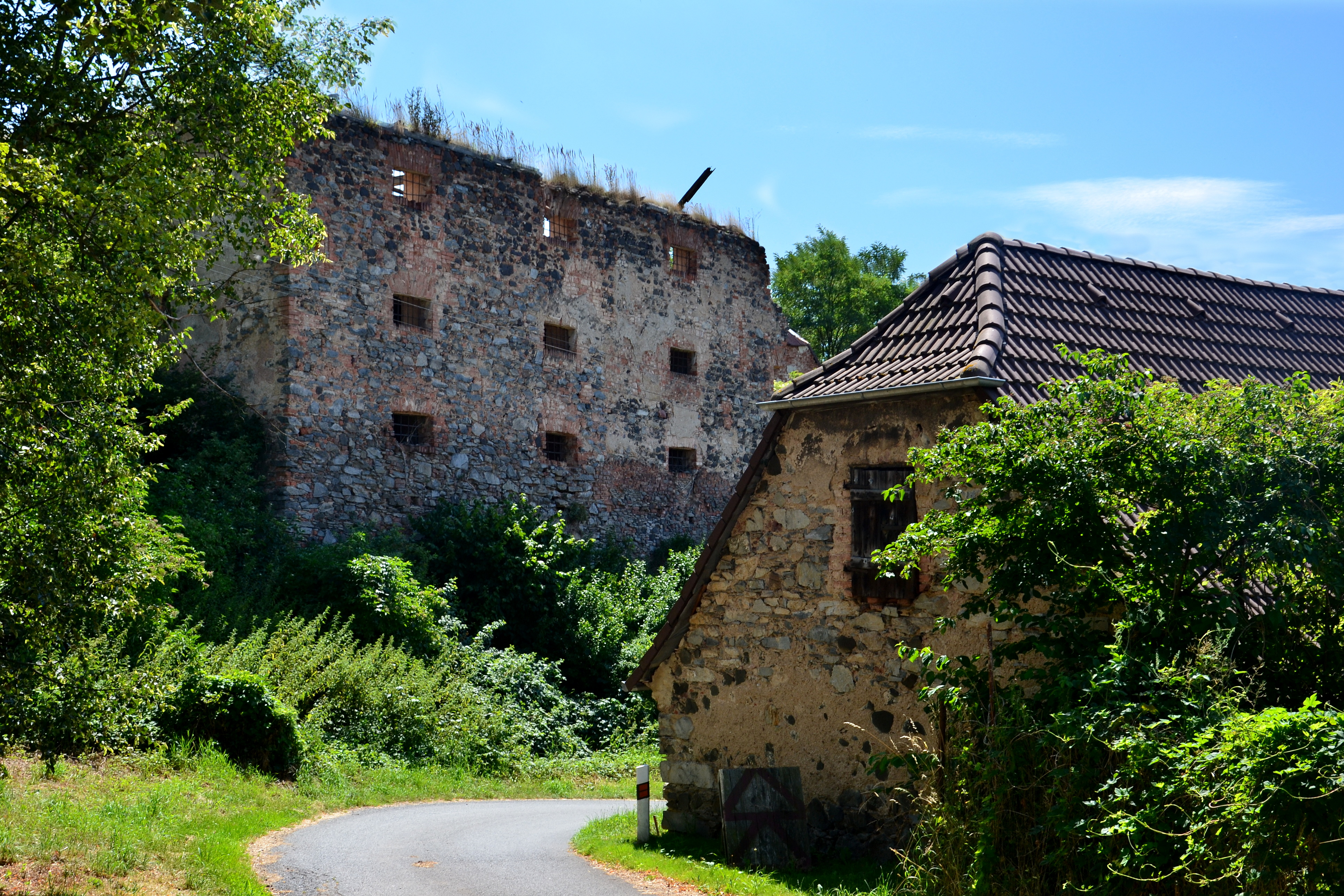
Sýpka
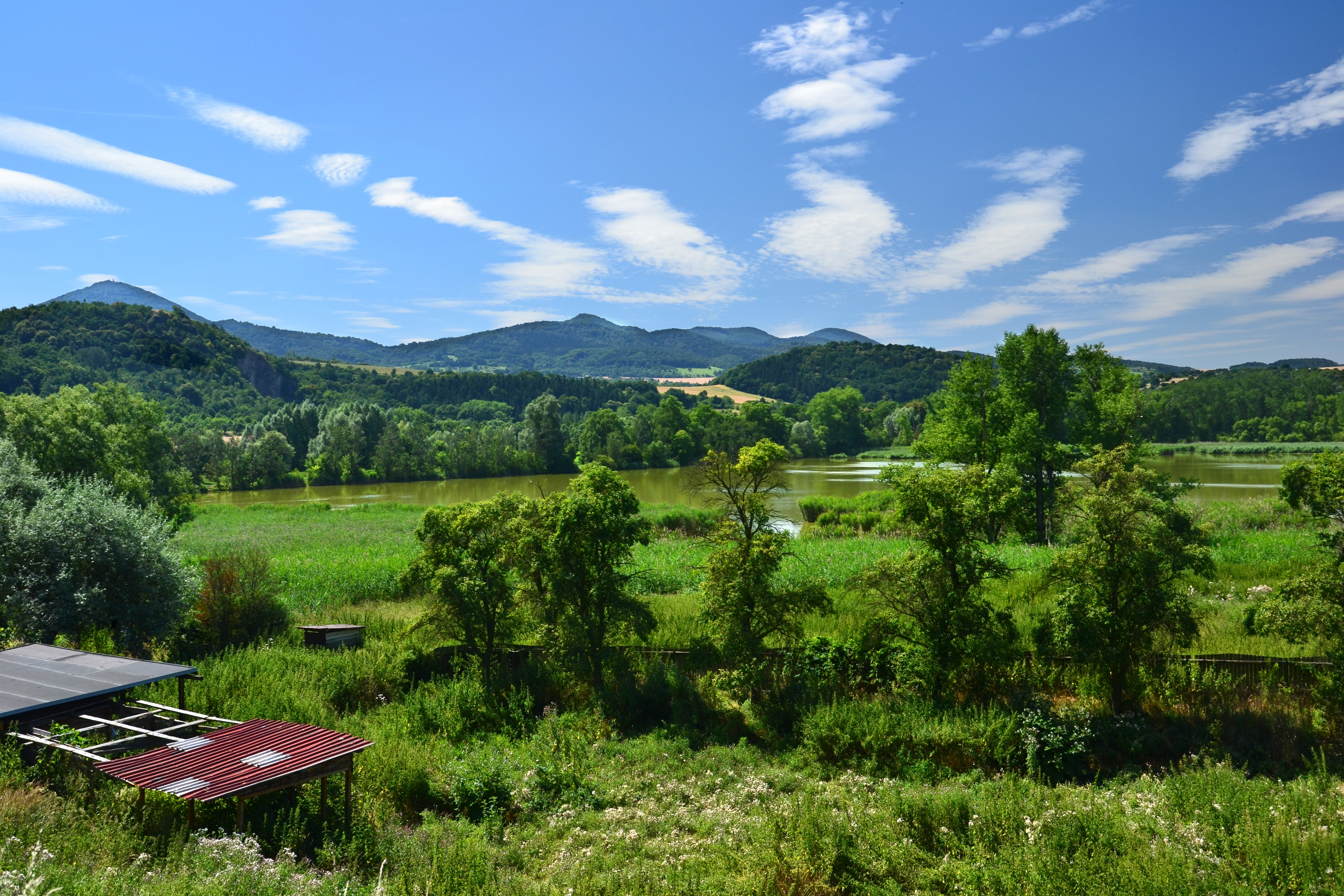
Malhostický rybník